# Kazimierz Adrian Massalski
Kazimierz Adrian Massalski herbu własnego (ur. 1724, zm. 1777) – podczaszy litewski w latach 1752-1756, oboźny wielki litewski w 1750 roku, starosta wołkowyski.
Był synem Michała Józefa Massalskiego. Poseł na sejm 1752 roku z powiatu wołkowyskiego. Poseł na sejm 1760 roku z powiatu orszańskiego.